# 78434 Dyer
78434 Dyer è un asteroide della fascia principale. Scoperto nel 2002, presenta un'orbita caratterizzata da un semiasse maggiore pari a 2,7855463 UA e da un'eccentricità di 0,0100364, inclinata di 4,31746° rispetto all'eclittica.
L'asteroide è dedicato all'astronomo amatoriale canadese Alan Dyer.